# 春光院 (島津重豪側室)
春光院（しゅんこういん、延享4年（1747年）- 文化8年10月14日（1811年11月29日））は、薩摩藩第8代藩主・島津重豪の側室。子に第9代藩主・島津斉宣。父は京都の公家で名家の堤家当主・堤代長。幼少時の本名は不明、側室にあがって後の雅名はお千万の方（おちまのかた）。
当初は島津継豊後室の浄岸院付の上臈だったといわれている（『島津重豪』ISBN 4642051376）。浄岸院死後、重豪の寵愛を受け、長男・斉宣、三男（名前不詳）、五女・克を生む。安永5年1月22日（1776年3月11日）に薩摩国に下向、寛政元年（1789年）8月に呼称を「お千万様」から「御内証様」に改められる（『島津家列朝制度』巻之二十七－一六七八、一七三二）。文化4年（1807年）8月、重豪の命により江戸に出府。文化8年（1811年）に江戸高輪の薩摩藩邸にて死去。享年65。法号「春光院心月清涼大姉」、墓所は大円寺、後に福昌寺に改葬。